# Sphrageidus lemuria
Sphrageidus lemuria är en fjärilsart som beskrevs av Erich Martin Hering 1926. Sphrageidus lemuria ingår i släktet Sphrageidus och familjen tofsspinnare. Inga underarter finns listade i Catalogue of Life.